# Karol Łuszczewski
Karol Mikołaj Łuszczewski (1864 – 1915) – polski rzeźbiarz, działacz społeczny.
Rzeźbiarz krakowski, działający we Lwowie, W ostatnim okresie życia mieszkał w Kołomyi, opiekun i wykładowca Krajowej Szkoły Garncarstwa w Kołomyi (1913-1914). Wykonał m.in. rzeźby na attyce i wewnątrz budynku szkoły.
Członek Towarzystwa Gimnastycznego „Sokół”. Członek i działacz Galicyjskiego Towarzystwa Gospodarskiego, członek jego Komitetu (28 czerwca 1913 – 20 czerwca 1914)
Pochowany w Kołomyi.

## Rodzina
Żonaty z Franciszką z domu Wacławek. Jego synami byli dwaj aktorzy Juliusz Kazimierz (1892-1971) i Leon (1893 – 1956).